# Jaroslav Zapletal (pedagog)
Jaroslav Zapletal (7. října 1884 Penčice – 8. května 1956 Telč) byl československý legionář a středoškolský pedagog.

## Život
Jaroslav Zapletal se narodil 7. října 1884 v Penčicích u Přerova jako třetí z devíti dětí středního rolníka. Základní vzdělání absolvoval v rodné vsi, v nedalekém Přerově pak vystudoval gymnázium, následně pak Karlo-Ferdinandovu univerzitu v Praze. Byl členem Sokola. Žil v Jevíčku, kde se mu v roce 1911 narodil první syn Jaroslav, budoucí stavební a letecký inženýr, bojovník od Tobruku a příslušník 311. československé bombardovací perutě. Poté se mu narodili ještě další tři synové. Po vypuknutí první světové války byl povolán do c. a k. armády a jako příslušník 7. zeměbraneckého pěšího pluku odeslán na ruskou frontu. Zde padl 3. září 1914 u Krasnostavu v hodnosti poručíka do zajetí. Během pobytu v Krasnojarsku podal přihlášku do Československých legií, kam byl 13. října 1918 přijat. Absolvoval Sibiřskou anabázi a do Československa se přes Vladivostok, Suezský průplav a Terst vrátil 6. února 1920. V armádní službě nepokračoval a od roku 1921 působil jako profesor češtiny a němčiny na státní reálce v Telči. V roce 1928 byl jmenován ředitelem státní reálky v Kroměříži. Po odchodu do důchodu se vrátil do Telče, kde vyučoval český a ruský jazyk na reálném gymnáziu a kde se v roce 1946 stal městským kronikářem. Tím byl až do svého úmrtí dne 8. května 1956. Zemřel v Telči, kde je i na hřbitově svaté Anny pohřben.